# Roman Rybarski

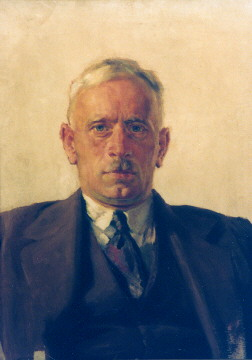
Portret Romana Rybarskiego pędzla Bolesława Barbackiego (1936)

Roman Franciszek Rybarski (ur. 3 sierpnia 1887 w Zatorze, zm. 6 marca 1942 w Auschwitz-Birkenau) – polski ekonomista i polityk narodowej demokracji, poseł na Sejm II RP (1928–1935), dyrektor Departamentu Skarbu Delegatury Rządu na Generalne Gubernatorstwo na początku 1941 roku, więzień i ofiara niemieckiego obozu koncentracyjnego Auschwitz-Birkenau.

## Życiorys
Od 1906 studiował na Wydziale Prawa Uniwersytetu Jagiellońskiego, gdzie związał się z ruchem narodowym, działał w Związku Młodzieży Polskiej. Był członkiem Ligi Narodowej w 1910 roku. Od roku 1906/1907 uczestniczył w seminarium Franciszka Bujaka z historii gospodarczej. W 1912 ogłosił drukiem pracę habilitacyjną, która spotkała się z negatywną recenzją Bujaka i wywołała między nimi obszerny spór na gruncie Methodenstreit. Polemizował również z Adamem Krzyżanowskim, który zajmował bliższe mu stanowisko. W 1914 został wykładowcą ekonomii politycznej i skarbowości w Studium Rolnym UJ.
Od 1916 wydawał miesięcznik Rok Polski o tematyce społeczno-gospodarczej. W 1917 został profesorem nadzwyczajnym, a w 1919 zwyczajnym Uniwersytetu Jagiellońskiego. W latach 1919–1921 pełnił różne funkcje (podsekretarz stanu, wiceminister) w ministerstwach gospodarczych, następnie porzucił działalność polityczną dla pracy naukowej, w latach 1920–1923 na Politechnice Warszawskiej, a następnie na Uniwersytecie Warszawskim, gdzie objął Katedrę Skarbowości. W 1923 na zlecenie Władysława Grabskiego przygotowywał projekt statutu Banku Emisyjnego, a w 1924 redagował ostateczny projekt ustawy o Banku Polskim i po jego powołaniu wszedł w skład pierwszej Rady Banku. Po zamachu majowym powrócił do aktywnej polityki. Wszedł do władz Obozu Wielkiej Polski, a od 1928 do 1935 zasiadał w Sejmie (II i III kadencji), gdzie pełnił funkcję prezesa klubu Stronnictwa Narodowego. Po uchwaleniu Konstytucji kwietniowej wraz z całym stronnictwem zbojkotował wybory parlamentarne i dalszą działalność polityczną prowadził poza parlamentem. Po kampanii wrześniowej uczestniczył w tworzeniu struktur Polskiego Państwa Podziemnego jako dyrektor departamentu skarbu.
Aresztowany przez Gestapo w maju 1941, osadzony na Pawiaku. 23 lipca 1941 roku został wywieziony do niemieckiego obozu koncentracyjnego Auschwitz. W transporcie liczącym 350 innych więźniów znajdowało się również wielu wybitnych Polaków jak jedenastokrotny mistrz Polski w biegach długodystansowych Józef Noji, rektor Szkoły Głównej Gospodarstwa Wiejskiego Witold Staniszkis, polityk PPS Adam Kuryłowicz, publicysta Piotr Kownacki. W Auschwitz Rybarski był jednym z organizatorów ruchu oporu. Zmarł 5 lub 6 marca 1942. W literaturze i źródłach podaje się dwie przyczyny zgonu: z powodu choroby (angina bądź dyzenteria), albo rozstrzelanie, za uczestnictwo w obozowym ruchu oporu.

## Poglądy gospodarcze
Był zdecydowanym zwolennikiem umiarkowanego liberalizmu. Głosił konieczność: stałości prawa gospodarczego i niskich podatków, nienaruszalność własności prywatnej, szkodliwość: przymusowych ubezpieczeń społecznych, monopoli i koncesji. Uznawał 3 formy wspierania gospodarki przez państwo, a mianowicie: uwzględnienie interesów prywatnych z interesem publicznym, tworzenie ogólnych warunków rozwoju gospodarczego, jak i popieranie korzystnych dla ogółu inicjatyw prywatnych oraz uzupełnienie prywatnej działalności gospodarczej. Odnośnie do kredytów opowiadał się za odpaństwowieniem kredytu, oddanie go w ręce prywatne, lecz oparte na zasadach opłacalności. W kwestiach kredytów zagranicznych postulował branie kredytów długoterminowych, dające szanse na realizację przez państwo nowych pomysłów produkcyjnych. Wpłynęłoby to na zmniejszenie stopy procentowej, spadek kosztów produkcji i eksportu. Obcy kapitał powinien zasilać w pierwszej kolejności branże zwiększające zdolność konkurencyjną i wpływającą na bilans handlu. Zabronione miały być pożyczki na wysoki procent, jawny czy ukryty. Uznaje się go za przedstawiciela krakowskiej szkoły ekonomicznej, która łączyła dedukcyjny model nauki w badaniach ekonomicznych wraz z badaniami historycznymi.

## Kontrowersje
W 1938 r. odmówił podpisania indeksów studentom III roku Wydziału Prawa Uniwersytetu Warszawskiego, którzy protestując przeciwko wprowadzonemu gettu ławkowemu słuchali jego wykładów na stojąco. Jego zachowanie było przedmiotem interwencji żydowskiego posła Emila Sommersteina w Ministerstwie Wyznań Religijnych i Oświecenia Publicznego.

## Ordery i odznaczenia
- Krzyż Komandorski Orderu Odrodzenia Polski (2 maja 1923)[12][13]

## Wybrane prace
- Gospodarka miasta Biecza w XVI i na początku XVII stulecia w: Ekonomista (1909) Tom II Zeszyt 3 s. 57-98 (cz. 1); Ekonomista (1910) Tom I s. 51-109 (cz. 2)
- Sprawa włościańska na sejmie w roku 1831, 1910
- Nauka o podmiocie gospodarstwa społecznego, 1912
- Wartość wymienna jako miara bogactwa, 1914
- Bojkoty ekonomiczne w krajach obcych, 1916
- Prawno-skarbowe podstawy ustroju państw związkowych, unii i autonomii państwowych, 1916
- Idea gospodarstwa narodowego, 1919
- Marka polska i złoty polski, 1922
- Wartość, kapitał i dochód, 1922
- Ciężar podatków w Polsce, 1924
- System ekonomii politycznej, T. 1, Rozwój życia gospodarczego i idei gospodarczych, 1924
- System ekonomii politycznej, T. 2, Teoria gospodarstwa społecznego, 1930
- System ekonomii politycznej, T. 3, Psychologia społeczno-gospodarcza, 1939
- Naród, jednostka i klasa, 1926
- Polityka i gospodarstwo, 1927 (wydane jako Zeszyt II „Wskazań programowych” Obozu Wielkiej Polski)
- Handel i polityka handlowa Polski w XVI stuleciu, T. 1, Rozwój handlu i polityki handlowej, 1928
- Handel i polityka handlowa Polski w XVI stuleciu, T. 2, Tablice i materiały statystyczne, 1929
- Wielickie żupy solne w latach 1497–1594, 1932
- Przyszłość gospodarcza świata, 1932
- Gospodarstwo Księstwa Oświęcimskiego w XVI wieku w: Rozprawy Akademii Umiejętności. Wydział Historyczno-Filozoficzny. Serya II. 1932. Tom 43. Nr. 1–5
- Przyszłość gospodarcza Polski, 1933
- Podstawy narodowego programu gospodarczego, 1934
- Nauka skarbowości, 1935
- Siła i prawo, 1936
- Kredyt i lichwa w ekonomii samborskiej w XVIII wieku, 1936
- Skarbowość Polski w dobie rozbiorów, 1937
- Program gospodarczy, 1937
- Idee przewodnie gospodarstwa Polski, 1939
- Skarb i pieniądz za Jana Kazimierza, Michała Korybuta i Jana III, 1939

## Upamiętnienie
- Film biograficzny Roman Rybarski. Recepta na rozwój w reżyserii Marcina Chmielowskiego (2023)[14].
- Współcześnie do dorobku Romana Rybarskiego odwołuje się instytut jego imienia[15].
- W 2019 r. Narodowy Bank Polski wydał upamiętniającą Romana Rybarskiego srebrną monetę kolekcjonerską o nominale 10 złotych należącą do serii „Wielcy polscy ekonomiści”[16].